# Diospyros maingayi
Diospyros maingayi är en tvåhjärtbladig växtart som först beskrevs av William Philip Hiern, och fick sitt nu gällande namn av Bakh. Diospyros maingayi ingår i släktet Diospyros och familjen Ebenaceae. Inga underarter finns listade i Catalogue of Life.